# Гати
Гати — зібрання молитов до ритуальних дійств, жертвоприношень, хвалебні звернення до божеств; настанови слідувати за богом добра Ахура-Маздою.

Це 17 поетичних гімнів пророка Заратуштри.

Термін походить від протоіндоіранського слова * gaHtʰáH (корінь * gaH- «співати»). Це походження має також санскритський термін «ґатха» (gāthā, गाथा), що означає віршований розмір і жанр буддійської літератури. Ці два терміни іноді плутають.